# Jess Pepper
Jess Pepper   () és una activista pel medi ambient, fundadora del grup de debat sobre el canvi climàtic Climate Café.
El 2015 va ser pionera a fundar un espai per debatre qüestions relacionades amb el canvi climàtic en un poble d'Escòcia. Es reuneixen mensualment a Birnam, a Perthshire, per compartir idees sobre el canvi climàtic al voltant d'un cafè. Per afavorir la conversa hi ha te, cafè i galetes i després un dinar de sopa i entrepà.
És membre honorària de la Real Societat Geogràfica Escocesa i de la Real Societat de les Arts.
El 2023 fou inclosa en la llista de les 100 dones més inspiradores de la BBC.